# NGC 798
NGC 798 je eliptická galaxie v souhvězdí Trojúhelníku. Její zdánlivá jasnost je 13,6m a úhlová velikost 1,2′ × 0,5′. Je vzdálená 233 milionů světelných let, průměr má 80 000 světelných let. Galaxii objevil 10. prosince 1871 Édouard Jean-Marie Stephan.